# Paraíso B
Paraíso B es una película chilena del año 2002. Dirigida por Nicolás Acuña, es un drama que tiene como protagonistas a Leonor Varela y Juan Pablo Ogalde.

## Sinopsis
En el barrio Independencia de Santiago transcurren las vida de Leo y Pedro, dos jóvenes que son amigos desde chicos y que trabajan para un mafioso de barrio. Un día, vuelve del extranjero Gloria, la hermana de Pedro y viejo amor de Leo. La tensión y la esperanza de su retorno se mezclará con el golpe de suerte que intenta su hermano con dinero ajeno.

## Reparto
- Leonor Varela como Gloria.
- Juan Pablo Ogalde como Leo.
- Nelson Villagra como El Jefe.
- Fernando Gómez-Rovira como Pedro.
- Benjamín Vicuña como Jimmy.
- Ximena Rivas como Hermana de Leo.
- Felipe Hurtado como Gordo.
- César Robinson como Abuelo.
- Soledad Pérez como Madre de Jimmy
- Paola Giannini como Lorena.